# Filipe Luís do Palatinado-Neuburgo
Filipe Luís, Duque do Palatinado-Neuburgo (em alemão:  Philipp Ludwig, herzog von Pfalz-Neuburg), (Zweibrücken, 2 de outubro de 1547 – Neuburgo, 22 de agosto de 1614) foi um príncipe alemão, membro da dinastia de Wittelsbach  e duque do Palatinado-Neuburgo de 1569 a 1614.

## Biografia
Filipe Luís era o filho mais velho de Wolfgang do Palatinado-Zweibrücken e de sua mulher Ana de Hesse. Após a morte do pai em 1569, os seus territórios foram partilhados entre os vários filhos, que receberam estados menores, como era hábito nos principados germânicos. Assim:
- Filipe Luís recebe o Ducado do Palatinado-Neuburgo;
- João (Johann) recebe o Palatinado-Zweibrücken;
- Otão Henrique (Otto Heinrich) recebe o Palatinado-Sulzbach;
- Frederico (Friedrich) recebe o Palatinado-Zweibrücken-Vohenstrauss-Parkstein; e
- Carlos (Karl) recebe o Palatinado-Zweibrücken-Birkenfeld [1].

Os estados herdados por Filipe Luís ficavam situados no Alto Palatinado (Obberpflaz). Em 1574 casa com Ana de Cleves, filha de Guilherme IV, o Rico, Duque de Julich-Cleves-Berg. Este casamento sustentavam as pretensões de Filipe Luís para herdar os ducados no conflito sucessório que teve com o Eleitor de Brandemburgo quando o único filho de Guilherme IV, o duque João Guilherme de Jülich-Cleves-Berg, morreu sem descendência.
Em 1613, o filho mais velho de Filipe Luís, Wolfgang Guilherme, converteu-se ao Catolicismo obtendo, assim o apoio da Espanha e da Liga Católica enquanto o Brandemburgo recebia o apoio da República das Províncias Unidas. Pelo Tratado de Xanten em 1614 a herança de sua mulher foi partilhada sem guerra: Filipe Luís recebeu os ducados de Julich e de Berg.
A Conversão do seu filho e herdeiro foi muito difícil para Filipe Luís, que era um firme Luterano. O duque ainda tentou deserdá-lo mas morreu oito dias antes da reunião da Dieta, pelo que Wolfgang Guilherme não só sucedeu ao pai como foi um importante agente da Contra-Reforma.
Filipe Luís morreu em Neuburgo em 1614 e foi sepultado, sem a presença do filho mais velho, em Lauingen.

## Casamento e descendência
Filipe Luís casou com Ana de Cleves, filha do duque Guilherme de Jülich-Cleves-Berg em 27 de setembro de 1574 de quem teve as seguintes crianças:
1. Ana Maria (Anna Maria) (1575–1643), casou em 1591 com Frederico Guilherme de Saxe-Weimar;
2. Doroteia Sabina (Dorothea Sabine) (1576–1598);
3. Wolfgang Guilherme (Wolfgang Wilhelm), duque do Palatinado-Neuburgo (1578–1653);
4. Otão Henrique (Otto Heinrich) (1580–1581);
5. Augusto (Augustus) conde do Palatinado-Sulzbach (1582–1632);
6. Amália Edviges (Amalia Hedwig) (1584–1607);
7. João Frederico (Johann Friedrich), Conde Palatino de Sulzbach-Hilpoltstein (1587–1644);
8. Sofia Bárbara (Sophie Barbara) (1590–1591).